# Korg Prophecy
De Korg Prophecy is een monofone virtueel analoge synthesizer geïntroduceerd door Korg in 1995.

## Beschrijving
De Prophecy is net als de Z1 een directe afstammeling uit Korgs OASYS-project. Het is een monofone synthesizer met drie octaven, en was een pionier in de midden jaren 90 populaire trend 'terug-naar-analoog'. Het instrument heeft toewijsbare knoppen, en een balk die zowel werkt als modulatiewiel en aanraaklint. Vanwege de dertien DSP-gemodelleerde oscillatortypen die weer elk een groot aantal parameters bevatten is het bewerken van klanken niet eenvoudig en rechtlijnig.
De Prophecy bevat enkele effecten, zoals distortion, wave shaping, delay, galm, en chorus met flanger, en 128 geheugenplaatsen voor eigengemaakte klanken. Er is geen sequencer aanwezig, wel een ingebouwde arpeggiator.

### Uitbreidingskaart
Korg deed een grote doorbraak in die tijd, door het aanbieden van een goedkope uitbreidingskaart voor de Trinity, waarin de gehele klankbron uit de Prophecy was geïntegreerd. In deze uitbreidingskaart werd de arpeggiator geschrapt, maar de bewerkingsmogelijkheden zijn sterk verbeterd dankzij het grote aanraakscherm van de Trinity.

## Korg Z1
Een direct afgeleide van de Prophecy is de Korg Z1 uit 1998. Dit is een 12-noten polyfone synthesizer met betere klankmodellering, uitgebreide fysieke besturing, een 61-noten klavier, groter scherm, en 6-delen multitimbraal, meer klanken, en twee programmeerbare arpeggiators.

## Bekende gebruikers
- Ed Wynne
- Jean-Michel Jarre
- Joe Zawinul